# Ida Mett
Ida Mett, egentligen Ida Gilman, född 20 juli 1901 Smarhon, Guvernementet Grodno, Kejsardömet Ryssland, död 27 juni 1973 i Paris, var en vitrysk anarkist och författare.
Mett var aktiv deltagare i den ryska anarkistiska rörelsen i Moskva, och greps av de sovjetiska myndigheterna för omstörtande verksamhet och flydde snart därefter. Från Ryssland flydde hon till Polen, senare Berlin, och så småningom till Paris (1926) där hon blev aktiv i gruppen Dielo Truda och medarbetare i tidskriften med samma namn. 1948 skrev Mett boken Kronstadt 1921, en berättelse om Kronstadtupproret. Utgiven av Spartacus förlag väckte den en kontrovers kring händelserna. Hon författade också Den ryska bonderevolutionen och efter revolutionen (1968) och bidrog till olika internationella tidskrifter. 

## Böcker
- The Kronstadt Commune (1948)
- The Russian Peasant in the Revolution and Post Revolution (1968)
- Medicine in the USSR (1953)
- The Soviet School (1954)